# Донецько-Харківський екзархат УГКЦ

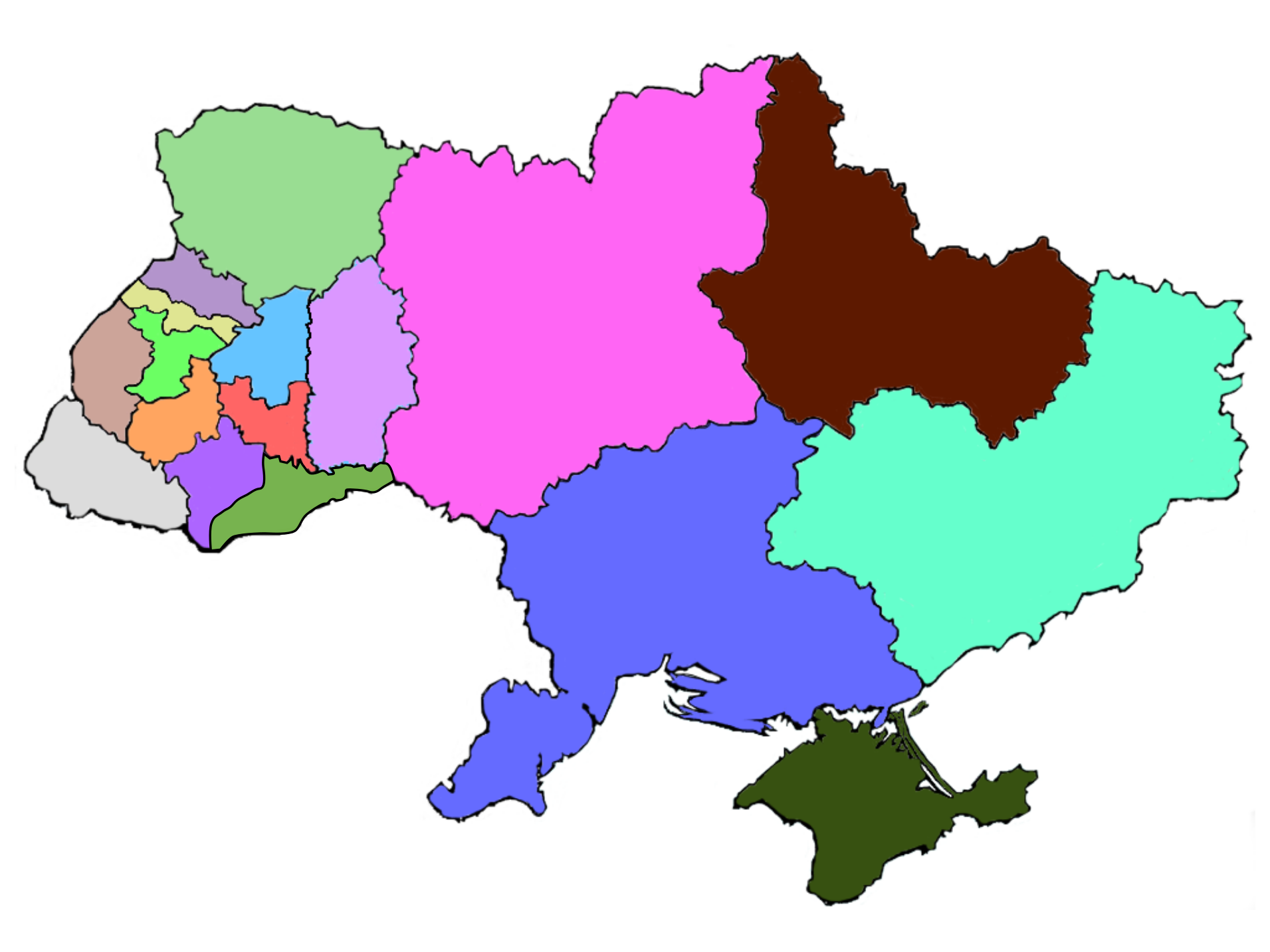
Територіальний поділ УГКЦ (Донецько-Харківський екзархат відмічений салатовим кольором

Донецько-Харківський екзархат — колишня складова частина Української греко-католицької церкви. Охоплювала Донецьку, Харківську, Луганську, Полтавську, Дніпропетровську, Сумську і Запорізьку області України.

## Історія
Донецько-Харківський екзархат засновано згідно з рішенням Синоду Єпископів Української Греко-Католицької Церкви, що відбувся у Львові 1-5 липня 2001 року, яке поблагословив Святіший Отець Іоанн Павло II, Папа Римський. Створення екзархату офіційно оприлюднено 11 січня 2002 р. Першим екзархом призначено єпископа Степана Менька, ЧНІ.
Хіротонія Владики Степана відбулась 15 лютого 2002 року в соборі св. Юра м. Львів.
Іменовано та проголошено Владику Степана Екзархом Донецько-Харківським 30 квітня 2002 року.
Введення на престіл (інтронізація) відбулась в Храмі Покрови Пресвятої Богородиці м. Донецьк 12 травня 2002 року, в присутності Блаженнішого Любомира Гузара, Апостольського Нунція Миколая Етеровича, багатьох єпископів.
17 березня 2009 року єпископом-помічником Донецько-Харківського екзархату призначено владику Василія Медвіта, ЧСВВ.
2 квітня 2014 року був поділений на Донецький і Харківський екзархат.

## Структура
Станом на 2003 рік екзархат налічував приблизно 100000 вірних, 33 парафії, 27 священиків.
На 2010 рік екзархат складався з чотирьох деканатів — Донецького, Краматорського, Харківського та Запорізького і налічував 45 священиків і 62 парафії.

### Донецький деканат
Очолює отець-декан Ярослав Лис м. Горлівка. Кафедральний храм — Храм Покрови Пресвятої Богородиці в Донецьку

### Краматорський деканат
Очолює отець-декан Василь Іванюк
с. Криниці
Олександрівський район Донецька область

### Запорізький деканат
Детальніше: Запорізький деканат
Очолює отець-декан Андрій Бухвак
м. Запоріжжя

### Харківський деканат
Згідно з офіційним сайтом екзархату [Архівовано 22 березня 2022 у Wayback Machine.] налічує 13 парафії із 9 священиками. Охоплює територію трьох областей: Харківської, Полтавської та Сумської.
Очолює отець-декан Олександр Дядя в м. [(Суми)]
| Харківська обл. | м. Харків, вул. Гвардійців Широнінців                | Парафія «Святого Миколая Чудотворця»     | Настоятель Семенович о. Микола |
| Харківська обл. | м. Люботин, вул. Слобожанська, 150                   | Парафія «Архистратига Михаїла»           | Настоятель Табака о. Ігор      |
| Харківська обл. | Вовчанський район, смт Вільча, вул. Кільцева, 17     | Парафія «Покров Пресвятої Богородиці»    | Настоятель Коваль о. Сергій    |
| Харківська обл. | смт. Покотилівка, вул. Троїцька, 17                  | Парафія «Покров Пресвятої Богородиці»    | Настоятель Щур о. Йосиф ЧСВВ   |
| Полтавська обл. | м. Полтава, вул. Колективна, 6/44                    | Парафія «Пресвятої Трійці»               | Настоятель Кролевський о. Юрій |
| Полтавська обл. | м. Кременчук, вул. Юрія Руфа, 35                     | Парафія «Христового Воскресіння»         | Настоятель Атаман о. Роман     |
| Полтавська обл. | Кобеляцький район, смт. Білики, вул. Полтавська, 74а | Парафія «Пророка Іллі»                   | Настоятель Валявка о. Роман    |
| Полтавська обл. | Козельщинський район, с. Пригарівка                  | Парафія «Архистратига Михаїла»           | Настоятель Валявка о. Роман    |
| Полтавська обл. | Кобеляцький район, с. Деменки,                       | Парафія «Святого Миколая Чудотворця»     | Настоятель Буняк о. Андрій     |
| Полтавська обл. | Кобеляцький район, с. Вільховатка                    | Парафія «Різдва Пресвятої Богородиці»    | Настоятель Буняк о. Андрій     |
| Полтавська обл. | м. Кобеляки, Полтавської обл.                        | Парафія «Вознесіння Господнього»         | Настоятель Буняк о. Андрій     |
| Сумська обл.    | м. Суми, вул. Лисенка, 12, кв. 17                    | Парафія «Введення в храм Богородиці»     | Настоятель Дядя о. Олександр   |
| Сумська обл.    | м. Охтирка                                           | Парафія «Матері Божої Неустанної Помочі» | Настоятель Дядя о. Олександр   |